# Craig Gentry (Informatiker)
Craig B. Gentry (* 1972 oder 1973) ist ein US-amerikanischer Informatiker und Kryptograph.
Gentry studierte an der Duke University mit dem Bachelor-Abschluss und promovierte 1998 an der Harvard Law School in Jura (J. D.). 1998 bis 2000 arbeitete er als Anwalt (Urheberrecht) und 2000 bis 2005 war er Senior Research Engineer bei DoCoMo USA Labs. 2009 wurde er an der Stanford University bei Dan Boneh in Informatik promoviert (A Fully Homomorphic Encryption Scheme). Seine Dissertation erhielt 2009 den Preis für die beste Dissertation der ACM. Er ist Wissenschaftler in der Cryptographic Research Group des IBM Thomas J. Watson Research Center.
Gentry gelang 2009 in seiner Dissertation die Lösung eines lange (seit 1978) offenen Problems der Kryptographie. Er fand einen wahrscheinlichen Kandidaten für ein vollständiges homomorphes Chiffrierverfahren (FHE, Fully Homomorphic Encryption), das mathematische Operationen auf verschlüsselten Daten ausführt ohne einen Geheimschlüssel zu benutzen und ohne die verschlüsselten individuellen Daten offenzulegen. Damit könnte beispielsweise eine Web-Anwendung die Steuer-Rückerstattung eines Nutzers berechnen, ohne dass sie bei der Berechnung die Finanzdaten entschlüsselt. Der Durchbruch von Gentry war zwar noch nicht für breite Anwendungen praktikabel, führte aber zu einer Fülle von weiteren Forschungsarbeiten insbesondere für Nutzersicherheit bei Cloud Computing. Mit Kollegen konstruierte er danach mehrere FHE Verfahren, darunter das Brakerski-Gentry-Vakuntanathan (BGV) Verfahren (mit Zvika Brakerski und Vinod Vaikuntanathan), das als Open Source zur Verfügung steht (HeLib).
Er veröffentlichte mit Kollegen 2013 auch den ersten plausiblen Kandidaten für schon seit längerer Zeit vorgeschlagene multilineare Abbildungen bei Verschlüsselung und digitalen Signaturen (statt der bis dahin üblichen bilinearen Abbildungen). 2013 konstruierte er mit Kollegen den ersten plausiblen Kandidaten für die Verschlüsselung von ganzen Software-Programmen bei gleichzeitiger Erhaltung von deren voller Funktionalität (Schutz vor Reverse Engineering).
Er arbeitet an Methoden für Verifiable Computation (VC), mit dem zum Beispiel ein in eine Cloud ausgelagertes Programm dem Nutzer einen Nachweis liefern kann, dass die Berechnung (auf verschlüsselten Daten) korrekt war (dafür entwickelte er mit Kollegen das Pinocchio System).
2010 erhielt er den Grace Murray Hopper Award. 2014 war er eingeladener Sprecher auf dem Internationalen Mathematikerkongress in Seoul (Computing on the Edge of Chaos: Structure and Randomness in Encrypted Computation). 2014 wurde er MacArthur Fellow. 2022 war Gentry einer der Träger des Gödel-Preises mit Brakerski und Vaikuntanathan. 2022 hielt er einen Plenarvortrag auf dem Internationalen Mathematikerkongress (Homomorphic Encryption).

## Schriften (Auswahl)
Außer den in den Fußnoten zitierten Arbeiten:
- mit Sanjam Garg, Mark Zhandry: Functional Encryption Without Obfuscation, Proc. Theory of Cryptography – 13th International Conference, TCC 2016-A, Tel Aviv, 2016, Band 2, S. 480–511
- mit Amit Shahai, Brent Waters: Homomorphic Encryption from Learning with Errors: Conceptually-Simpler, Asymptotically-Faster, Attribute-Based, Advances in Cryptology – CRYPTO 2013 – 33rd Annual Cryptology Conference, Santa Barbara, CA, USA, August 18–22, 2013. Proceedings, Part I, S. 75–92,  pdf
- mit Bryan Parno, Jon Howell, Mariana Raykova: Pinocchio: Nearly Practical Verifiable Computation, Commun. ACM, Band 59, 2016, S. 103–112